# Club Regatas de Bella Vista
El Club de Regatas Bella Vista es un club deportivo argentino de la ciudad de Bella Vista, partido de San Miguel, provincia de Buenos Aires.
El club ha llegado a posicionarse en el 2° lugar entre unos 40 equipos que llegaron a participar del torneo de la URBA. Su mejor momento fue en 2002 cuando llegó a la final del torneo ante el SIC perdiendo por 16-10 en una disputada final. Destaca también la participación de varios jugadores de este equipo en las distintas selecciones, ya sea en la de Buenos Aires como en la Selección de rugby de Argentina (Los Pumas), en todas sus categorías.
En la Selección de rugby de Argentina han jugado Raúl Sanz (Test Match vs Francia) Pablo Camerlinckx (Subcapitán), Santiago Medrano (padre), Francisco Lecot, Gastón De Robertis, Francisco Merello, Facundo Vega, Santiago Cordero (Ha jugado la RWC 2015) , Santiago Medrano (h.) (Ha jugado la RWC 2019) , Facundo Cordero e Ignacio Ruíz, y en el formato de Rugby 7, Francisco Merello (2009) y Santiago Mare (2018) han participado en la Copa del Mundo de Rugby 7. Además, este último formó parte de la Selección de rugby 7 de Argentina en los Juegos Olímpicos de Río de Janeiro 2016 y del equipo que consiguió el bronce en los Juegos Olímpicos de Tokyo 2020.

## Información

Bandera del club

El club fue fundado el 14 de febrero de 1895 siendo uno de los más antiguos de Buenos Aires. En sus comienzos el remo era su principal deporte, junto al tenis, dada su ubicación lindante al río Reconquista. Hoy se conserva el nombre del club, si bien este tiene al rugby masculino y al hockey femenino como sus principales actividades a nivel deportivo. El equipo de rugby compite en el torneo de la URBA.
La sede social como su estadio están ubicados en la Av. Francia 1956, en la localidad de Bella Vista que está ubicada en el Partido de San Miguel, en el Gran Buenos Aires.
El club tiene como colores tradicionales el azul y el amarillo          .

## Títulos

### Torneos de URBA
Oficiales(1):
- Subcampeón del Torneo de la URBA 2002

- Reubicacion I (1): Reubicacion I 2012
- Seven de la URBA: Copa de Plata XVIII Seven de la URBA (2013)

No Oficiales(2):
- Campeón del Seven de Olivos 2005
- Campeón del Seven de Olivos 2009
- Campeón del Seven de Olivos 2015
- Campeón del Seven de Corrientes 2015
- Campeón del Seven de Corrientes 2022

### Torneos de la UAR
- Seven de la UAR: Seven de la UAR 1985

### Torneos Juveniles
- Campeón del Seven de 5.ª división 1980 - Nacional (Siendo la 1° división de menores campeona en un torneo organizado por la Unión Argentina de Rugby) Formación:Sergio Parareda, Diego Lorenzo, Gabriel Roldan, Antonio Rugolo, Miguel Domenech, Mariano Sotomayor, Mariano Orgeira, Pedro Segura y Juan Piñeyro. Entrenadores: Daniel Deluca y Juan Seña.

- M-22: Subcampeón del Torneo de la URBA M-22 2008

- M-19(1): Campeón del Torneo de la URBA M-19 1998(Siendo la 1° división juvenil campeona en un torneo organizado para Unión de Rugby de Buenos Aires)
- M-16(2): Campeón del torneo de la URBA M-16 2005, Campeón del Seven de la URBA M-16 2009

- M-15(4): Campeón del torneo de la URBA M-15: 2004, 2005, 2011 y 2016